# Stethaprion crenatum
Stethaprion crenatum är en fiskart som beskrevs av Eigenmann, 1916. Stethaprion crenatum ingår i släktet Stethaprion och familjen Characidae. Inga underarter finns listade i Catalogue of Life.